# خیلی دور، خیلی نزدیک (فیلم ۱۳۸۳)
خیلی دور، خیلی نزدیک فیلمی به کارگردانی و نویسندگی رضا میرکریمی و محمدرضا گوهری، محصول سال ۱۳۸۳ است.

## داستان
دکتر عالم، جراح برجستهٔ مغز و اعصاب است و اعتقادی به خدا ندارد. او به‌دلایل مختلف فرزندش را فراموش کرده‌است. وی به‌صورت اتفاقی در شب تولد پسرش، سامان، از مریضی او که تومور مغزی است، باخبر می‌شود و به‌دنبال پسر ستاره‌شناسش در کویر به‌راه می‌افتد…

## بازیگران
| بازیگر                | نقش             |
| --------------------- | --------------- |
| مسعود رایگان          | دکتر محمود عالم |
| افشین هاشمی           | روحانی          |
| محمدرضا نجفی          | شعبان           |
| الهام حمیدی           | نسرین           |
| ماشاالله شاهمرادی‌زاده | اسد             |
| سعید ابراهیمی‌فر       | دکتر ضابطی      |
| کیانوش گرامی          | سلماسی          |
| شبنم بهارفر           | همسر دکتر عالم  |
| توران یاقوتی          | بدری خانم       |
| یلدا قشقایی           | منشی دکتر عالم  |
| رضا توکلی             | دکتر جهانپور    |
| بهرام شاکری           | بنزین فروش      |

## جوایز و نامزدی‌ها

### داخلی
بیست و سومین دوره جشنواره فیلم فجر (بخش مسابقه سینمای ایران) در سال ۱۳۸۳
| قسمت                      | نامزد                      | نتیجه   | جایزه        |
| ------------------------- | -------------------------- | ------- | ------------ |
| بهترین فیلم               | رضا میرکریمی               | برنده   | سیمرغ بلورین |
| بهترین کارگردانی          | رضا میرکریمی               | کاندیدا | سیمرغ بلورین |
| بهترین بازیگر نقش اول مرد | مسعود رایگان               | کاندیدا | سیمرغ بلورین |
| بهترین بازیگر نقش مکمل زن | الهام حمیدی                | کاندیدا | سیمرغ بلورین |
| بهترین فیلمنامه           | رضا میرکریمی/محمدرضا گوهری | کاندیدا | سیمرغ بلورین |
| بهترین موسیقی متن         | محمدرضا علیقلی             | برنده   | سیمرغ بلورین |
| بهترین صدابرداری          | بهمن اردلان                | برنده   | سیمرغ بلورین |
| بهترین صداگذاری           | بهمن اردلان                | نامزد   | سیمرغ بلورین |
| بهترین طراحی صحنه و لباس  | امیرحسین اثباتی            | برنده   | سیمرغ بلورین |
| بهترین فیلمبرداری         | حمید خضوعی ابیانه          | برنده   | سیمرغ بلورین |
| بهترین چهره پردازی        | محمد قومی                  | برنده   | سیمرغ بلورین |
| بهترین تدوین              | بهرام دهقان                | کاندیدا | سیمرغ بلورین |
| بهترین جلوه‌های ویژه       | محسن روزبهانی              | کاندیدا | سیمرغ بلورین |

- برنده سیمرغ بلورین بهترین فیلم (رضا میرکریمی)
- برنده سیمرغ بلورین بهترین فیلمبرداری (حمید خضوعی ابیانه)
- برنده سیمرغ بلورین بهترین موسیقی متن (محمدرضا علیقلی)
- برنده سیمرغ بلورین بهترین چهره پردازی (محمدرضا قومی)
- برنده سیمرغ بلورین بهترین جلوه‌های ویژه (محسن روزبهانی)
- نامزد سیمرغ بلورین بهترین کارگردانی (رضا میرکریمی)
- نامزد سیمرغ بلورین بهترین بازیگر نقش اول مرد (مسعود رایگان)
- نامزد سیمرغ بلورین بهترین بازیگر نقش مکمل زن (الهام حمیدی)
- نامزد سیمرغ بلورین بهترین تدوین (بهرام دهقانی)
- نامزد سیمرغ بلورین بهترین طراحی صحنه و لباس (امیر اثباتی)
- نامزد سیمرغ بلورین بهترین صدابرداری (بهمن اردلان)
- نامزد سیمرغ بلورین بهترین صداگذاری و میکس (بهمن اردلان)
- نامزد سیمرغ بلورین بهترین فیلمنامه (رضا میرکریمی)

دوره ۹ جشن خانه سینما (بخش مسابقه) در سال ۱۳۸۴
- برنده تندیس زرین بهترین کارگردانی (رضا میرکریمی)
- برنده تندیس زرین فیلم منتخب انجمن نویسندگان و منتقدان (رضا میرکریمی)
- برنده تندیس زرین بهترین فیلم (رضا میرکریمی)
- کاندیدای لوح زرین بهترین فیلم سال (رضا میرکریمی)
- برنده تندیس زرین بهترین بازیگر نقش اول مرد (مسعود رایگان)
- برنده تندیس زرین بهترین بازیگر نقش مکمل زن (الهام حمیدی)
- کاندیدای تندیس زرین بهترین موسیقی متن (محمدرضا علیقلی)
- کاندید تندیس زرین بهترین طراحی صحنه و لباس (امیر اثباتی)
- برنده تندیس زرین بهترین چهره پردازی (محمدرضا قومی)
- کاندیدای تندیس زرین بهترین صدابرداری (بهمن اردلان)
- کاندید تندیس زرین بهترین فیلمنامه (رضا میرکریمی)
- کاندید تندیس زرین بهترین بازیگر نقش مکمل مرد (افشین هاشمی)

دوره ۶ منتخب سایت ایران اکتور (بخش بهترین‌های سال) در سال ۱۳۸۴
- کاندیدای لوح زرین بهترین بازیگر زن (الهام حمیدی)
- کاندید لوح زرین انتخاب ویژه سال (حمید خضوعی ابیانه)
- کاندیدای لوح زرین انتخاب ویژه سال (بهرام دهقانی)
- کاندیدای لوح زرین انتخاب ویژه سال (محمدرضا علیقلی)
- کاندیدای لوح زرین انتخاب ویژه سال (امیر اثباتی)
- کاندیدای لوح زرین بهترین فیلمنامه سال (رضا میرکریمی)
- کاندیدای لوح زرین بهترین فیلمنامه سال (محمدرضا گوهری)

### خارجی
- جایزه بهترین اثر هنری از جشنواره فیلم قاهره به حمید خضوعی‌ابیانه برای فیلمبرداری فیلم (۲۰۰۵)[۲]